# Bard I Łucznik
Bard I Łucznik (zm. w 2977 roku Trzeciej Ery) – postać ze stworzonej przez J.R.R. Tolkiena mitologii Śródziemia.
Był to człowiek, potomek królów Dale (w tym Giriona, który zginął w walce ze Smaugiem w 2770 roku). Urodził się i wychował w Esgaroth. Znano go jako człowieka ponurego, który wedle innych przepowiadał wszelakie nieszczęścia. Mieszkańcy miasta szanowali Barda za męstwo i uczciwość. Podczas ataku na Esgaroth zabił Smauga i został pierwszym królem odnowionego Dale. Władał tym królestwem do śmierci, przez trzydzieści trzy lata.
Wzmianki na temat jednej z ważniejszych postaci Hobbita znajdują się też w Dodatkach do Władcy Pierścieni.

## Opis postaci

### Życiorys
Podczas ataku smoka Bard stanął na czele obrony Esgaroth. Gdy miasto już płonęło, a ludzie uciekali w popłochu, pozostał sam na stanowisku. Dzięki radzie starego drozda, oddał celny strzał z łuku i trafił w słaby punkt Smauga, odsłoniętą część brzucha. Bestia spadając zniszczyła miasto, lecz Bard ocalał: skoczył do wody i dopłynął do brzegu. Tam pośród uchodźców ze zniszczonego Esgaroth ujawnił swoje królewskie pochodzenie. Następnie, nadal uważając się za poddanego rządcy miasta i działając w jego imieniu, z powodzeniem kierował przygotowaniem tymczasowych siedzib dla wszystkich, którzy przeżyli atak smoka.
Później, na czele oddziału wojowników z miasta, wraz z siłami elfów z Leśnego Królestwa wyruszył do Ereboru. Spotkawszy się z Thorinem Dębową Tarczą, zaczął się domagać udziału w smoczym skarbie, bowiem część bogactw Smaug zrabował w Dale, a i mieszkańcy Esgaroth chcieli odszkodowania za zniszczenie miasta, skoro wcześniej pomogli krasnoludom i z tego powodu zaatakował ich smok. Jednak Thorin, ogarnięty żądzą złota, nie chciał negocjować, więc Bard i jego sojusznicy zaczęli blokować Samotną Górę. W końcu Bilbo Baggins, jeden z towarzyszy Thorina, potajemnie dał Bardowi Arcyklejnot, na widok którego Thorin zgodził się spełnić postawione mu warunki. Do tego jednak nie doszło, bowiem nastąpił niespodziewany atak orków. Wraz z elfami i krasnoludami, Bard, na czele ludzi z Esgaroth, stanął do walki z najeźdźcami w Bitwie Pięciu Armii.
Po zwycięstwie Dáin Żelazna Stopa, następca Thorina, zgodnie z umową przekazał Bardowi czternastą część skarbu. Większość tego majątku przeznaczył on na odbudowę Dale, ale pewną część przekazał w podzięce za pomoc Thranduilowi oraz wsparł mieszkańców Esgaroth. Bard w 2944 roku ogłosił się królem. Panował do końca swego życia i za jego rządów królestwo rozkwitało. Podczas swoich rządów zachowywał przyjaźń z krasnoludami z Ereboru. Następcą Barda był jego syn, Bain.

### Przydomki i imię
Zwano go Bardem Łucznikiem i Bardem Smokobójcą. Imię dla tej postaci Tolkien zaczerpnął z języka staronordyckiego, w którym słowo bard znaczy wojenny topór

## Ekranizacja Petera Jacksona
W ekranizacji Hobbita w reżyserii Petera Jacksona Barda zagrał Luke Evans. W filmie miał on troje dzieci: Sigrid, Baina i Tildę.